# Kernenergieantrieb
Unter Kernenergieantrieb versteht man den Antrieb von Fahrzeugen, Flugzeugen, Schiffen oder Raumfahrzeugen mittels Kernenergie bzw. genauer eines Kernreaktors in einem bewegten Betrieb, bzw. nichtstationär, wie im Falle eines Kernkraftwerks.
Seit Beginn des Nuklearzeitalters wird die Technik dieser Antriebe erforscht und erprobt. Eine Vielzahl von spezialisierten Kernreaktoren und Prototypen für verschiedene Anwendungen wurden entwickelt und getestet. Der Durchbruch gelang jedoch in erster Linie bei Schiffen und Unterseebooten, insbesondere als Antrieb für Atom-U-Boote. Für letztere, die als Waffenträger oder zur Jagd eingesetzt werden, gibt es intensive Forschungs- und Entwicklungsprogramme, z. B. in den USA das Naval Reactors Programm. Auch die Atommacht Russland ist führend im Bau von nuklearen Antrieben, z. B. für nukleare Eisbrecher und nukleare U-Boote mit Reaktoren z. B. von OKBM.

## Design
Je nach Anwendungsfall sind Kernreaktoren mit oder ohne Turbosatz ausgestattet. Bei nuklearen Raketenantrieben wird ein hoher spezifischer Impuls (> 400 Sekunden) angestrebt. Für alle Antriebe ist die Beherrschung der Kernreaktortechnik eine Grundvoraussetzung. Kernreaktoren haben im Vergleich zu chemischen (synthetischen) Brennstoffen und Antriebsarten eigene Anforderungen an Funktion, Auslegung und auch Sicherheit. Sie sind z. B. wegen des schweren Kernbrennstoffs Uran, des Stahlgehäuses, des Turbosatzes (z. B. Dampfturbine) und anderer Komponenten zu schwer für herkömmliche PKW oder LKW. Im Betrieb spielt die Strahlung durch den Neutronenfluss eine wichtige Rolle und erfordert eine entsprechende Abschirmung.

## Risiken

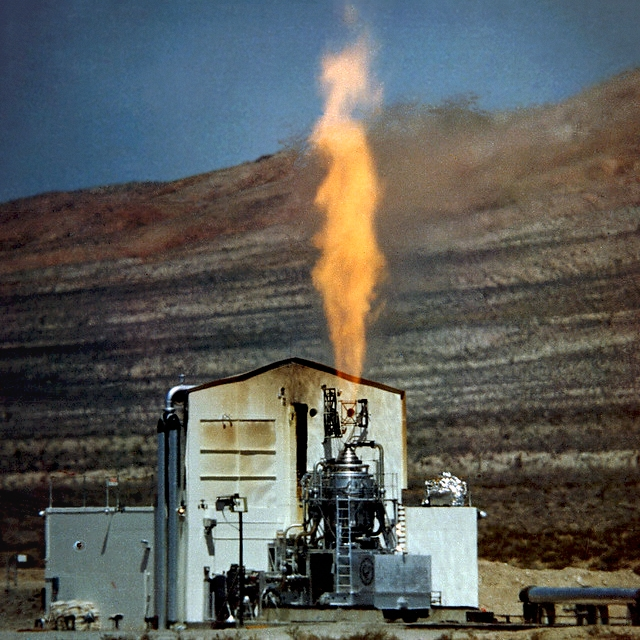
Der Kiwi-A Reaktor als Raketenantrieb wurde 1960 am Los Alamos Scientific Laboratory (LASL) erprobt. Der Brennstoff war Uranoxid eingebettet in Graphiteplatten. Zur Kühlung wurde Wasserstoff verwendet. Zwischen 1959 und 1964 wurden acht KIWI Reaktoren erprobt.

Kernenergieantriebe gelten aufgrund ihrer potentiellen radioaktiven Umweltauswirkungen bei Unfällen unterschiedlichen Ausmaßes als technisch komplex, nicht nur wegen der anfallenden hochradioaktiven Abfälle. In der Geschichte dieser Antriebe sind z. B. einige Atom-U-Boote havariert. Die Unfallursache war jedoch in den meisten Fällen nicht ein Reaktorschaden, sondern eine andere Ursache.

## Kernenergieantrieb von Schiffen und U-Booten

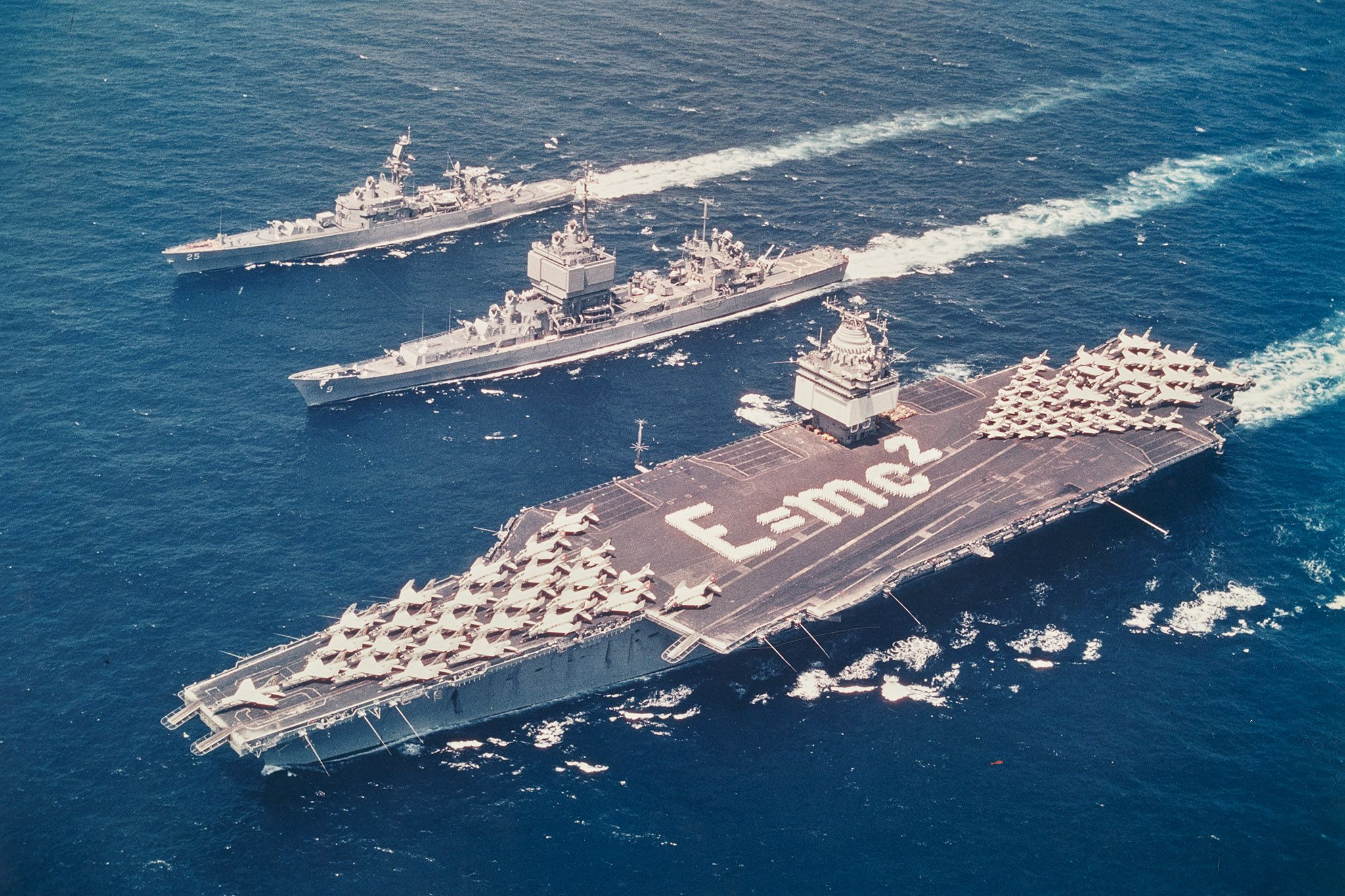
Die atomgetriebenen Schiffe Bainbridge, Long Beach und Enterprise am 18. Juni 1964 im Mittelmeer. Die Enterprise wurde von 8 Kernreaktoren vom Typ A2W-Reaktor angetrieben.

Für atomgetriebene U-Boote werden meist Druckwasserreaktoren mit Leistungen von etwa 100 Megawatt verwendet. Beispielsweise liefert der OK-650 Reaktor ca. 150 MWth und ist der aktuelle Hauptantrieb der neuesten Generation russischer Atom-U-Boote, vgl. auch Borei und Yasen.
Sie erzeugen Dampf, der zu Dampfturbinen geleitet wird, die entweder die Propeller oder Generatoren sowie Hilfseinrichtungen antreiben. Aufgrund der hohen Drehzahl von Dampfturbinen kann der Propeller jedoch nicht direkt angetrieben werden, meist ist ein Getriebe erforderlich.
Der Kernenergieantrieb wird hauptsächlich für militärische Schiffe und U-Boote verwendet. Das erste kernenergiegetriebene Schiff der Welt war 1954 das Atom-U-Boot Nautilus. Auch einige zivile Schiffe haben Kernenergieantrieb, das erste zivile Schiff mit Kernenergieantrieb war 1959 der sowjetische Atomeisbrecher Lenin. Die Sowjetunion und ihr Nachfolgestaat Russland unterhielt bzw. unterhält eine ganze Atomeisbrecherflotte, die bei der Freihaltung des nördlichen Seeweges unverzichtbar sind. Im Jahre 2021 sind die russischen Atomeisbrecher Jamal, 50 Let Pobedy und Arktika in Betrieb. Weitere zivile Schiffe mit Nuklearantrieb sind bzw. waren das deutsche Forschungsschiff Otto Hahn, die amerikanische Savannah, die japanische Mutsu und der sowjetische Frachter Sevmorput.

## Kernenergieantrieb von Lokomotiven
In den Vereinigten Staaten wurden Studien für nuklearbetriebene Lokomotiven durchgeführt, unter anderem die X-12. Sie sollten Kernreaktoren mit kompletten Kühlkreisläufen an Bord haben, die Strom für die Fahrmotoren erzeugen. Wegen zu komplizierter Ausführung wurden diese Pläne verworfen. Auch in Deutschland wurde von Krauss-Maffei Mitte der 1950er der Bau einer etwa 35 m langen Atomlok in Erwägung gezogen, das Design war eng mit der bekannten Diesellok V 200 verwandt.
Prinzipiell werden Lokomotiven an den Achsen größtenteils elektrisch angetrieben. Der Atomreaktor hätte einen Generator zur Erzeugung elektrischer Energie angetrieben, der wiederum die Fahrmotoren an den Achsen angetrieben hätte. Die Energieerzeugung an Bord – ähnlich wie bei einer dieselelektrischen Lokomotive – verursacht jedoch hohes Gewicht. Zudem kann eine solche Motor-Generator-Kombination nicht so gleichmäßig beansprucht werden wie eine externe Energieerzeugung. Die Abkehr vom Prinzip der Erzeugung elektrischer Energie an Bord hatte jedoch vor allem Kostengründe.

## Kernenergieantrieb von Automobilen
In den 1950er Jahren entstand das Konzept des Ford Nucleon, eines PKW mit nuklearem Antrieb. Ford baute von dem Fahrzeug nur ein Modell im Maßstab 1:2,66 ohne Reaktor. Dieses Projekt ist, wie viele andere nuklear betriebene Entwürfe dieser Zeit, vor dem Hintergrund der damals neuen Atomtechnologie und ihres noch unbekannten, jedoch hoch eingeschätzten Entwicklungspotentials einzuordnen.
Neben der Anwendung in zivilen Landfahrzeugen wurde in den 1950er Jahren auch die Verwendbarkeit von Kernenergieantrieben in Panzern und anderen militärischen Großgeräten evaluiert. Zu vorgeschlagenen Panzerkonzepten aus den Vereinigten Staaten zählte unter anderem der R-32 und der Chrysler TV-8. Alle Konstruktionsvorschläge wurden bis zum Ende der 1950er Jahre verworfen. Vom Chrysler TV-8 wurde lediglich ein Vorführmodell mit konventionellem Antrieb gefertigt.
Seit Beginn der 1960er-Jahre werden in der Raumfahrt Radionuklidbatterien als Energiequellen eingesetzt. Bei der 2011 gestarteten Marsmission Mars Science Laboratory dient diese Art der Energiequelle für den Fahrzeugantrieb beim unbemannten Marsrover Curiosity.

## Kernenergieantrieb von Fluggeräten

### Flugzeuge

#### Vereinigte Staaten

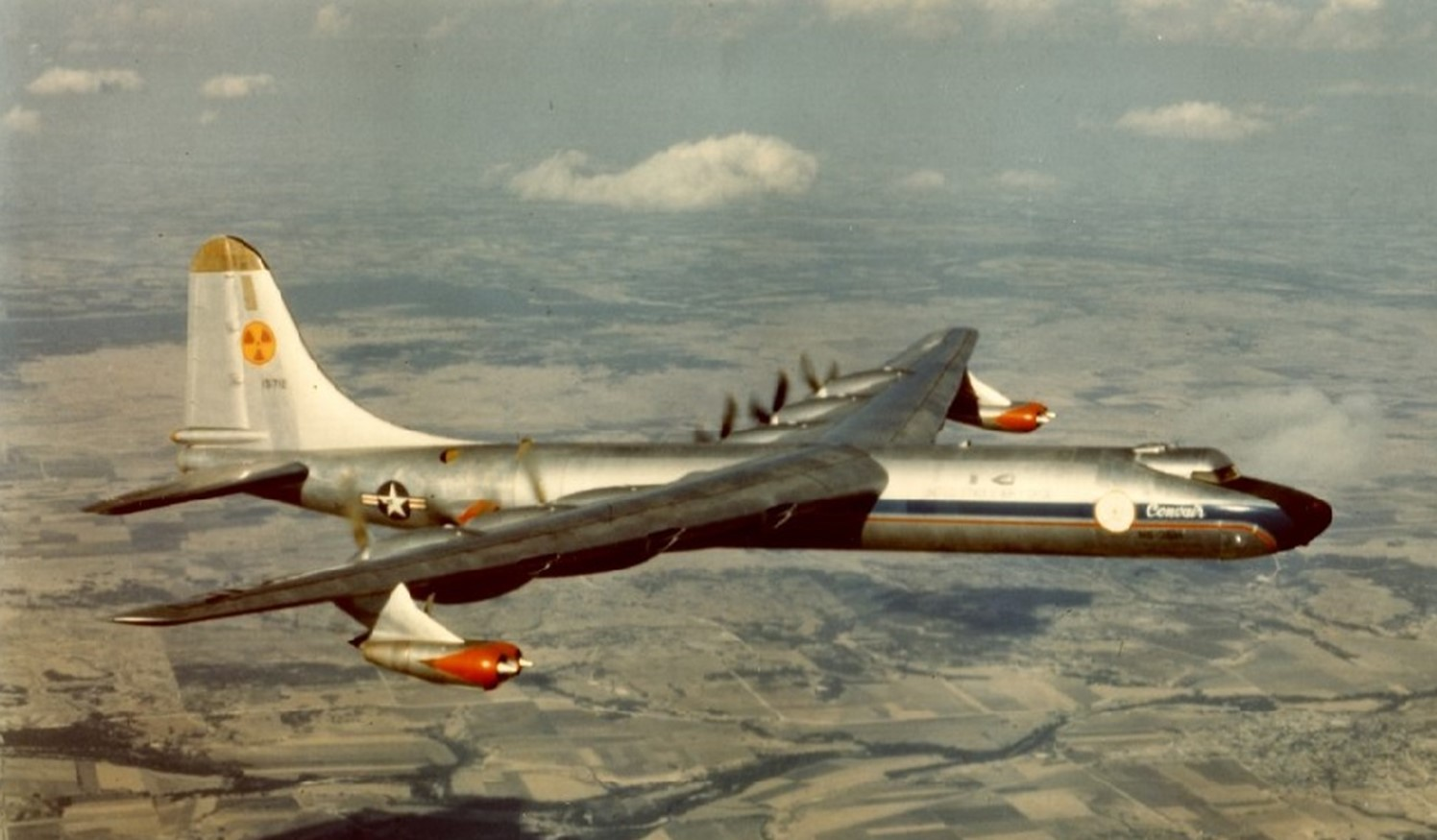
Convair NB-36H – Versuchsflugzeug für Tests mit Nuklearreaktor

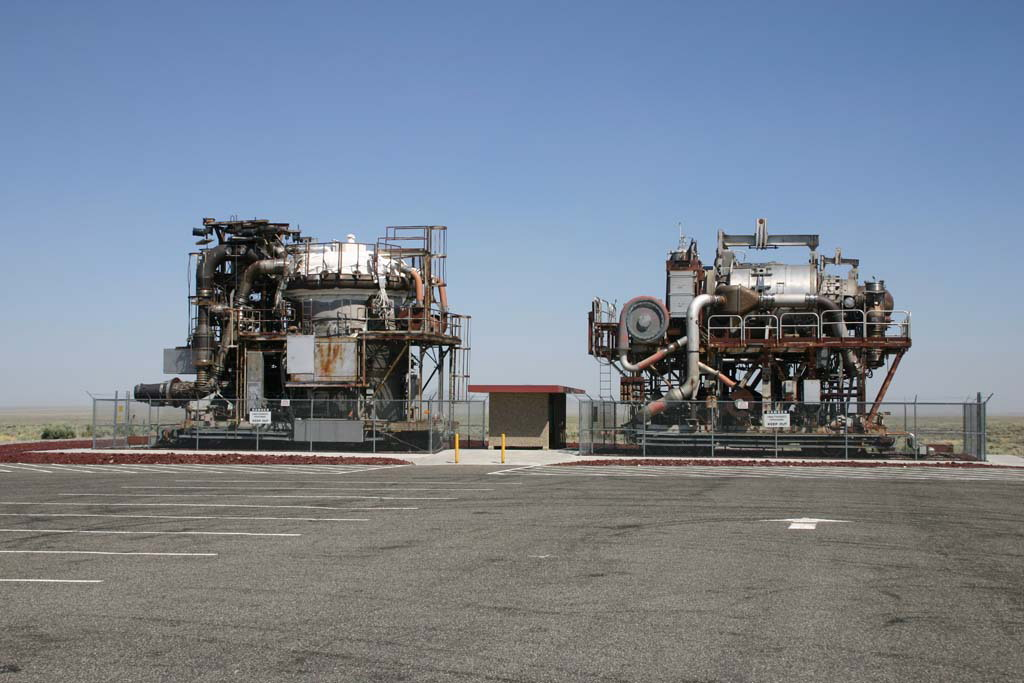
Zwei Prototypen des Aircraft Reactors im Idaho National Laboratory

Bei einem kernenergiegetriebenen Flugzeug sollte mit Hilfe eines kleinen leichten Reaktors ein Verdichter angetrieben werden, dessen komprimierte Luft dann aus einer Düse ausgestoßen werden sollte, wobei wie bei einem normalen Düsenflugzeug ein Vortrieb entstehen würde. In den USA erfolgten ab Mitte der 1950er-Jahre diverse Studien und Versuche. Im Rahmen des Aircraft Nuclear Propulsion-Programms (ANP) wurden luftgekühlte Reaktoren des General Electric X39 entwickelt, die auf konventionellen Triebwerken des Typs General Electric J47 basierten, welche für den Antrieb mittels der Wärmeeinspeisung über einen Kernreaktor modifiziert wurden. Es entstanden die drei Prototypen HTRE-1, HTRE-2 und HTRE-3 (HTRE = Heat Transfer Reactor Experiment) Die beiden letztgenannten Anlagen sind stationär auf dem Gelände des Kernforschungszentrums Idaho Falls installiert und stehen für die Öffentlichkeit zur Besichtigung zur Verfügung (Lage). Ein weiterer Kernreaktor des Unternehmens Pratt & Whitney mit der Bezeichnung PWAR-1 (Pratt & Whitney Aircraft Reactor-1) wurde ab 1957 auf dem Gelände des Kernforschungszentrums Oak Ridge getestet.
Ab 1951 testete die United States Air Force einen weiteren Kernreaktor (Aircraft Shield Test Reactor – ASTR) in einer umgebauten Convair B-36. Das Flugzeug selbst wurde jedoch noch konventionell angetrieben, es absolvierte im Rahmen des Programms insgesamt 47 Flüge über dem Luftraum der Bundesstaaten Texas und New Mexico.
Im März 1961 wurde das Versuchsprogramm aus Sicherheitsgründen auf Anordnung von Präsident John F. Kennedy eingestellt.

#### Sowjetunion
In der Sowjetunion wurden 1961 einige Flüge einer Tu-95LaL mit einem Reaktor an Bord durchgeführt. Mit der An-22PLO folgte 1972 ein weiteres Projekt. Mit beiden Flugzeugen erfolgten nur Probeflüge zur Überprüfung der Strahlenschutzeinrichtungen und dem Verhalten der Reaktoren an Bord. Einen Energieübertrag für den Antrieb gab es nicht. Beide Projekte wurden eingestellt.
Ähnliche Ideen gab es vor allem in den 1960er Jahren auch für Luftschiffe, ein Atomluftschiff wurde jedoch nie gebaut.

### Andere Flugkörper
In dem US-Projekt Pluto wurde zwischen 1956 und 1964 mit hohem Aufwand ein nukleargetriebener Marschflugkörper mit praktisch unbegrenzter Reichweite entwickelt. Ein reaktorbeheizter Ramjet sollte den Flugkörper mit Mach 3 im Tiefflug in Feindesland tragen, wo er bis zu 24 Ziele mit H-Bomben angreifen würde. Das Projekt wurde nach erfolgreichen Triebwerktests und der Lösung etlicher technischer Probleme nach der Kubakrise 1964 beendet – mit der Begründung, dass das Projekt zu provokativ („too provocative“) sei.
Neuere Entwicklungen sind die russischen nukleargetriebenen Marschflugkörper Burewestnik oder die Unterwasserdrohne Poseidon.

## Kernenergieantrieb von Raumfahrzeugen

### Raketenantrieb mit Kernreaktor

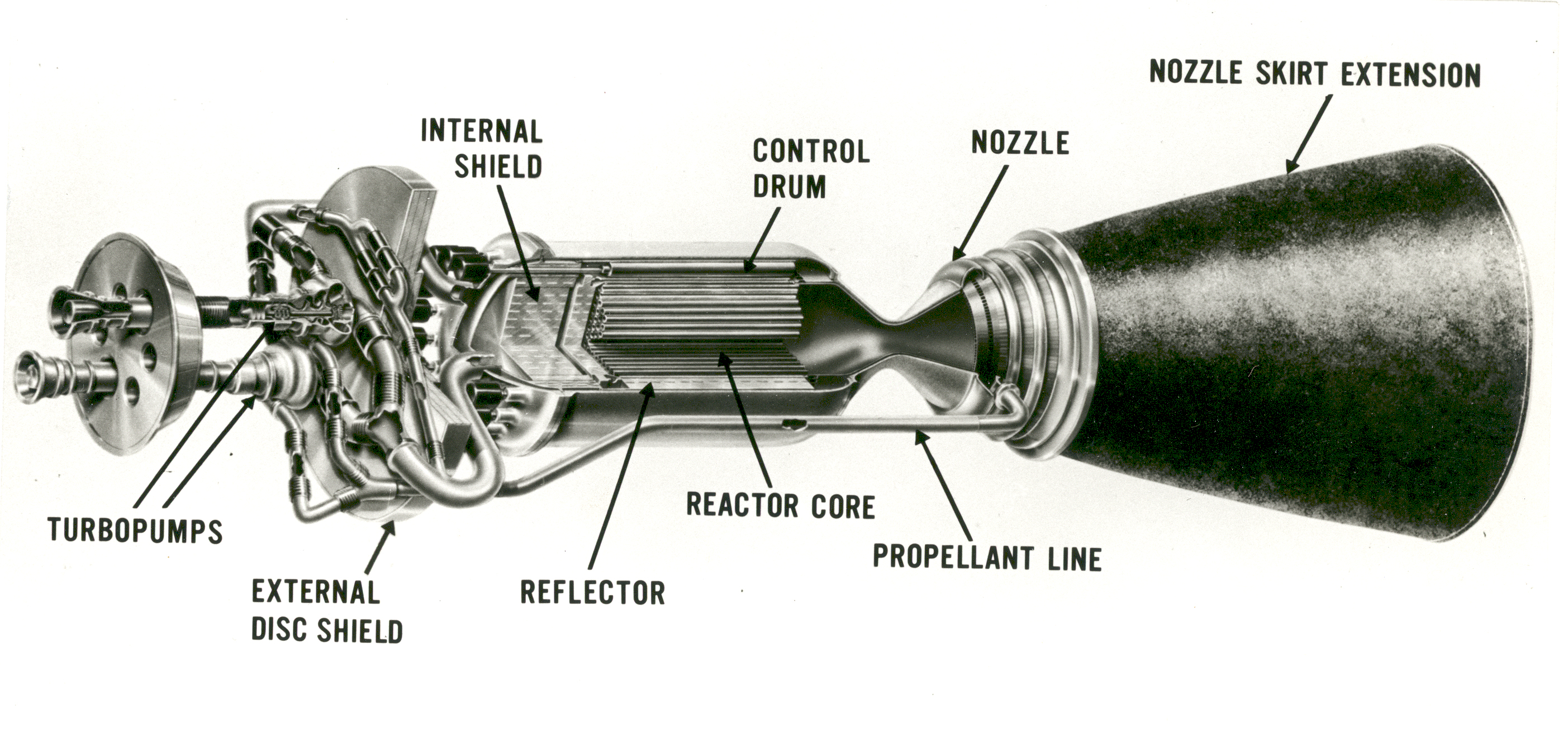
NERVA-Kernspaltungs-Raketentriebwerk (NASA)

Bei einem mit Kernreaktoren angetriebenen Raumfahrzeug wird der flüssige Brennstoff, z. B. Wasserstoff, mit Hilfe eines Kernreaktors auf 3000 °C erhitzt und dann ausgestoßen. Dabei wird wie bei einem normalen Raketentriebwerk ein Rückstoß erzeugt. Der Ablauf ist wie folgt:
1. Der Kernreaktor ist in Betrieb (kritisch)
2. Der Brennstoff (H2) wird durch den Kernreaktor gepumpt
3. Die thermische Wärme des Reaktors erhitzt das Gas
4. Das heiße Gas wird durch eine Düse (z. B. Laval) geführt

Da im obigen Fall Wasserstoff und kein Verbrennungsprodukt ausgestoßen wird, ist der spezifische Impuls ({\displaystyle I_{sp}}) sehr hoch. Genauer ist der Zusammenhang aus der folgenden Formel ersichtlich,
{\displaystyle I_{\mathrm {sp} }\approx \operatorname {const} \left({\frac {T_{c}}{M}}\right)^{1/2}}
Dabei dient Wasserstoff, in Form von flüssigem {\displaystyle H_{2}} oder {\displaystyle H}, als leichtes Treibgas. Man ist bestrebt das Verhältnis {\displaystyle T_{c}/M} zu minimieren, bei Temperaturen >> 1500 °C, wobei {\displaystyle T_{c}} die Temperatur in der Brennkammer ist. Für einen idealen spez. Impuls im Vakuum lässt sich approximieren
{\displaystyle I_{\mathrm {sp} }=12.8\left(\mathrm {~T} _{e}\right)^{0.5}}
wobei {\displaystyle T_{e}} die durchschnittliche Temperatur des ausgestoßenen Gases in °C ist.
In den USA wurden solche Geräte im Rahmen der Projekte NERVA und Timberwind untersucht. Der US-amerikanische Satellit Snapshot nutzte 1965 erstmals einen Kernreaktor, um damit ein Ionentriebwerk zu betreiben. 2021 gab die DARPA die Entwicklung eines Kernreaktorantriebs in Auftrag, der ab 2025 in Raumfahrzeugen zum Einsatz kommen soll.

### Antrieb mit Atombomben
Wenn im Vakuum in ausreichendem Sicherheitsabstand zu einem Parabolspiegel eine kleine Atombombe gezündet wird, kann man mit Hilfe des entstehenden Strahlungsdrucks ein Raumfahrzeug vorantreiben. Da im Weltraum keine Druckwellen entstehen, braucht der Reflektor nicht allzu massiv zu sein. Mit einem derartigen Raumfahrzeug könnte man prinzipiell das Sonnensystem durchqueren. In den USA gab es Ende der 1950er Jahre entsprechende Studien im Rahmen des Orion-Projekts.

### Radionuklidbatterie
Radioisotopengeneratoren, die die Zerfallswärme von bestimmten Atomkernen (Halbwertszeit) nutzen, und über Thermoelemente daraus meist elektrischen Strom erzeugen, haben eine gewisse Verbreitung vor allem in der Raumfahrt gefunden.

### Fachartikel
- Stanley Gunn: Nuclear propulsion—a historical perspective. In: Space Policy. Band 17, Nr. 4, November 2001, S. 291–298, doi:10.1016/S0265-9646(01)00044-3 (englisch).
- V. I. Kostin u. a.: Reactor systems developed by OKBM in the development of the atomic energy industry, nuclear power, and the nuclear-powered fleet in Russia. In: Atomic Energy. Band 102, Nr. 1, Januar 2007, S. 1–18, doi:10.1007/s10512-007-0001-7 (englisch).
- D. L. Zverev, S. M. Neevin, D. L. Doronkov, L. B. Sokolova: Nuclear Ship Reactor Installations: From Gen 1 to 5. In: Atomic Energy. Band 129, Nr. 1, November 2020, S. 1–7, doi:10.1007/s10512-021-00704-z (englisch).

### Fachbücher
- Robert L. Loftness: Aerospace Reactors. In: Nuclear Power Plants. D. Van Nostrand Company, New York 1964.
- Philip G. Hill, Carl R. Peterson: Nuclear Rockets. In: Mechanics and Thermodynamics of Propulsion (= Addison-Wesley Series in Aerospace Science). Addison-Wesley Publishing Company, New York 1965.
- Milton S. Ash: KINETICS OF REACTOR PROTOTYPES – II. In: Nuclear Reactor Kinetics. McGraw-Hill, New York 1979, ISBN 0-07-002380-8 (englisch).
- Anatoly Lanin: Nuclear Rocket Engine Reactor (= Springer Series in Materials Science. Band 170). Springer Berlin Heidelberg, Berlin, Heidelberg 2013, ISBN 978-3-642-32429-1, doi:10.1007/978-3-642-32430-7 (englisch).
- Félix Torres, Boris Dänzer-Kantof: Les atomes de la mer: la propulsion nucléaire française, histoire d’un outil de dissuasion. Cherche Midi, Paris 2022, ISBN 978-2-7491-7465-5 (französisch).